# Кано (Mortal Kombat)
Ка́но (англ. Kano) — вымышленный персонаж из вселенной Mortal Kombat, созданной Эдом Буном и Джоном Тобиасом. Кано стал одним из оригинальных персонажей серии, дебютировавших в первой игре Mortal Kombat 1992 года. Расчётливый головорез, наёмник и член международной преступной организации, получившей известность как «Чёрный Дракон» (англ. Black Dragon), Кано, ко всему прочему, беглый преступник и убеждённый противник бойцов спецназа — Сони Блейд и Джакса Бриггса, что составляет его основную сюжетную линию в течение всего цикла появлений персонажа в игровой серии, а в Mortal Kombat 3 он становится ещё и генералом армии императора Шао Кана во Внешнем Мире. В перезагрузке 2011 года Кано выступает в качестве продажного информатора спецназа и торговца оружием Шао Кана. Его характерной особенностью стала кибернетическая металлическая лицевая панель, в которую встроен инфракрасный глазной лазер.
Из семи оригинальных персонажей серии, Кано наименее остальных появлялся в играх Mortal Kombat, хотя и был одним из одиннадцати персонажей, которые представляли франшизу в кроссовере Mortal Kombat vs. DC Universe. Кано фигурирует в альтернативных медиа-источниках франшизы, таких как первый фильм «Смертельная битва», мультсериал «Смертельная битва: Защитники Земли» и веб-сериал «Смертельная битва: Наследие», помимо того, что он играет ключевую роль в одноимённой новеллизации 1995 года, а также включён в перечень официальных товаров серии.
Общий и критический приём персонажа был в основном положительным, но смешанным в отношении его завершающих движений, в частности добиваний.

## Появления

### В играх серииMortal Kombat
В каноне серии, Кано, изначально представлялся как американец японского происхождения, который осиротел в молодом возрасте и попал в преступную среду, а затем стал лидером криминальной империи «Чёрного Дракона», депортированный из Японии и США, он разыскивался в 35-и странах. Кано, хронологически впервые появляется в приключенческой игре 2000 года Mortal Kombat: Special Forces, где высвобождает из тюрьмы членов «Чёрного Дракона» — Безликого, Тасию, Джарека и Тремора, под предлогом реорганизации и возрождения банды, но на самом деле Кано намеревался использовать их, чтобы задержать спецназ, преследовавший его. Во время побега преступниками был уничтожен отряд спецназа, возглавляемый лейтенантом Санчесом, тогда как Кано, которому удалось проникнуть во Внешний Мир, заполучил могущественный артефакт — Глаз Шитиана (англ. The Eye of Chitian), способный открывать порталы в иные миры. К тому времени Джакс ликвидировал сбежавших преступников, оказавших ему сопротивление, и вернулся обратно на Землю вместе с Кано, которого он обезвредил.
Как только Кано узнал в Mortal Kombat (1992), что дворец Шан Цзуна, был наполнен золотом и другими богатствами, вознамерился ограбить хозяина турнира, однако его уже тогда преследовала лейтенант Соня Блейд, которая имела личную неприязнь к Кано, не указанную в сюжетной линии игры. Избегая задержания, Кано прыгнул на борт джонки Шан Цзуна, отплывающей на отдалённый остров, где вынужденная впоследствии участвовать в турнире Соня, всё-таки выследила его. Они оказались среди немногих выживших после соревнований, а во время финальной битвы между Шан Цзуном и Лю Каном, Соня неохотно объединяется с Кано (наряду с Джонни Кейджем), чтобы сразиться с Горо, однако остров начал разрушаться сразу после поражения Шан Цзуна, удерживающего в плену Кано и Соню во Внешнем Мире. Они оба, скованные цепями, проводят события Mortal Kombat II (1993) в качестве узников на арене Шао Кана.
В Mortal Kombat 3 (1995) Джакс находит и спасает Соню, причём Кано также удалось высвободиться и снова сбежать. Кано убеждает императора пощадить его в начале вторжения на том основании, что он научит армию Шао Кана пользоваться современным вооружением Земного Царства. Несмотря на то, что Соня сбросила Кано с крыши небоскрёба, он выжил благодаря Мотаро, который нашёл и излечил его, а затем заключил в тюрьму. Мотаро был убит Шивой, которая, в свою очередь, освободила Кано из тюрьмы. Во время событий в Mortal Kombat: Deadly Alliance (2002), он и Шива изначально вместе замышляли убить Шао Кана, однако Кано выдал её намерения, предотвратив нападение, и в качестве награды был назначен генералом стремительно сокращающейся армии Внешнего Мира, окончательно разгромленной после вторжения в Земное Царство. Даже в условиях преобладания неблагоприятных факторов, Кано оставался непреклонным и в конечном итоге ему удалось отбить нападение принцессы Китаны, возглавившей объединенную армию Эдении и Шоканов. Он возвратился во дворец Шао Кана как раз вовремя, наблюдая со стороны как Шан Цзун и Куан Чи расправились с ослабленным императором. После боя Кано присягнул на верность новым правителям Внешнего Мира и их «Смертоносному союзу». Эти двое, желая построить храм над гробницей Онаги, чтобы разместить там поток душ, наблюдали за Кано, порабощающим жителей небольшой деревни. Во время строительства Кано подвергся нападению Ли Мэй, но вмешался Куан Чи, поскольку «Смертоносный союз» двух колдунов заключил сделку с Мавадо, лидером «Красного Дракона» (англ. Red Dragon): он устранит фехтовальщика Кэнси в обмен на возможность сразиться с Кано.
Кано возвращается в серию как играбельный персонаж с выходом Mortal Kombat: Armageddon (2006), находящийся долгое время в плену «Красного Дракона», где его нашёл главный протагонист игры, Тэйвен, которому Кано рассказывал перед побегом, что «Красный Дракон» экспериментировал с ним также, как и с членами их собственного клана, пытаясь воссоздать настоящих генетически модифицированных драконов и гибридов человеко-драконов. Кано отмечал, что «Красный Дракон» испытывал «нечто новое» на нём, однако ему надо убраться отсюда, прежде чем он сможет узнать, что это вообще за «нечто» такое.

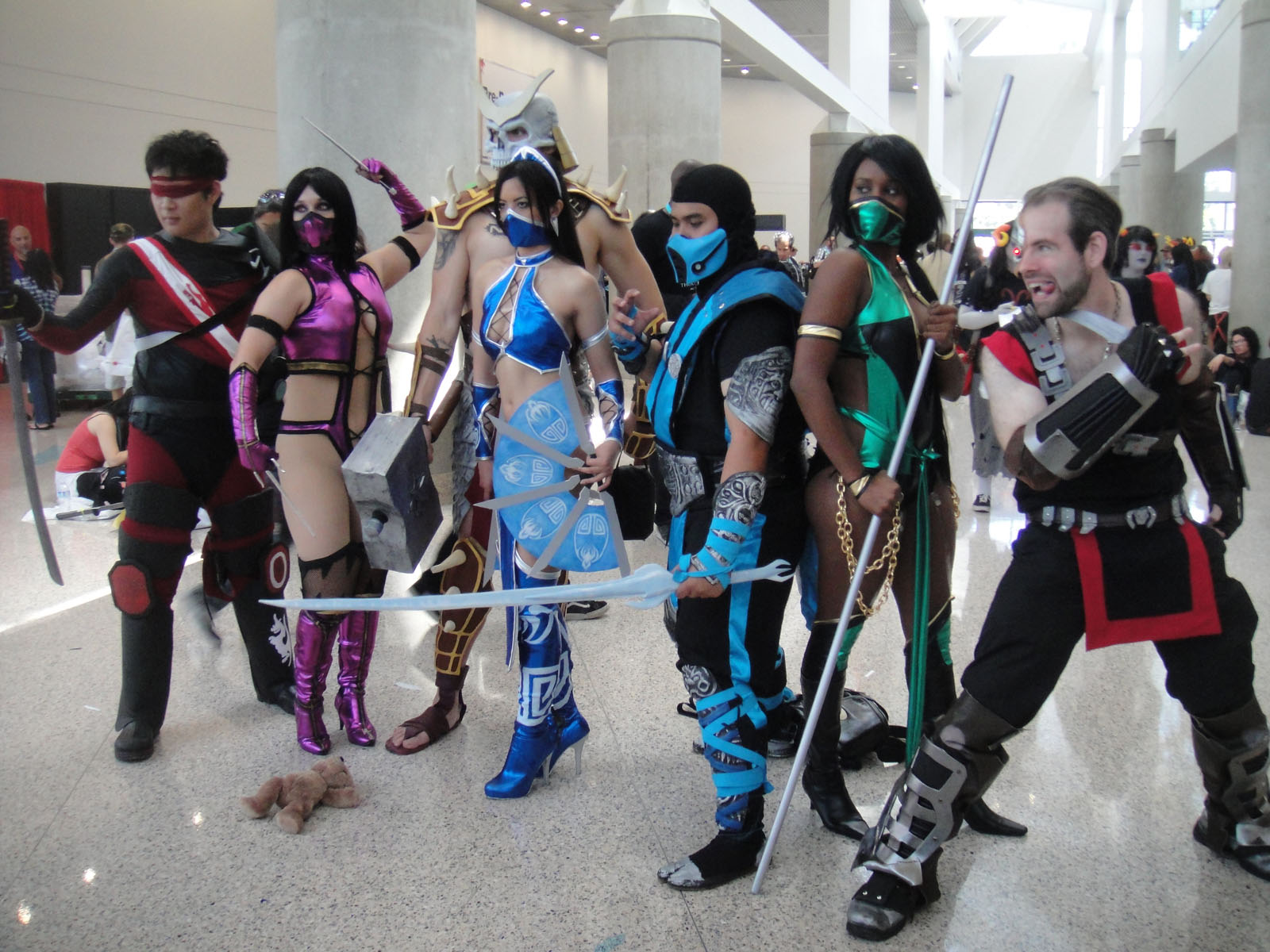
Косплей персонажей серии Mortal Kombat на Anime Expo 2012. Слева направо: Кэнси, Милина, Шао Кан, Китана, Саб-Зиро, Джейд и Кано

Кано играет второстепенную роль в режиме истории Mortal Kombat 2011 года, перезапустившей серию, начиная с первых трёх частей. И хотя он не участвует в турнирах, но, как обычно, его преследуют Соня и Джакс; и он по-прежнему является лидером «Чёрного Дракона», который обманул бойцов спецназа, выступая в качестве осведомителя. Кано сознательно снабдил их ложными сведениями, что привело к гибели многих товарищей Сони и Джакса, в устроенных бандитами засадах. Кано и Соня впервые взаимодействуют во время событий, происходящих на шаолиньском турнире, причём над ямой на мосту он насмехался над Соней, обессиленной после поединка с Джонни Кейджем, который нанёс потом поражение Кано. Впоследствии на турнире она избила Кано после того, как Шан Цзун предоставил право вызвать её на бой, однако запретил Соне забрать его. Кано стал поставщиком оружия Шао Кана и проводил испытание ракетных пусковых установок с Шан Цзуном в Живом Лесу, тогда как Барака на оружейном складе наблюдал за погрузкой ящиков с помповыми ружьями, которые позже использовались таркатанской армией во время вторжения Шао Кана в Земное Царство. После нападения Кинтаро, сильно обожжённого Кабала, бывшего члена «Чёрного Дракона», который впоследствии стал офицером SWAT, служащим под командованием Страйкера, подобрал Кано и доставил его в лабораторию Шан Цзуна, к Резервуарам Плоти, где ему восстановили здоровье, и оснастили маской с респиратором, а также вернули его оружие, парные крюки, вопреки тому, что Кабал сбежал от «Чёрного Дракона». Кабал, в ужасе от своего физического состояния, разгневался на Кано, который продавал оружие, используемое при вторжении из Внешнего Мира, и после драки, произошедшей между ними, Кабал настойчиво потребовал, чтобы Кано привёл его к Шао Кану, прежде чем Кано был оглушён. Последнее появление Кано, до того как его заморозил Саб-Зиро, было в колокольне, где вместе с Горо и Кинтаро они удерживали солдат в качестве заложников. Когда заложники сбежали, Кано удалось освободиться от сковавшего его льда и сообщить Нуб Сайботу о том, что Саб-Зиро вышел из-под контроля Сектора.
Кано вернулся в качестве играбельного персонажа в Mortal Kombat X (2015), причём информация о нём просочилась из немецкой версии GamePro, прежде чем его появление в игре было официально подтверждено. Кано впервые появляется в предыстории в виде комиксов, ведущих повествование после окончания войны в Преисподней, желая заполучить кинжал Камидогу, он следует за Саб-Зиро, которому необходимо было проникнуть на базу «Красного Дракона», чтобы найти этот кинжал по поручению Райдэна. Как только кинжал был найден, за спиной Саб-Зиро внезапно появился Кано и забрал себе кинжал, которым к тому же ещё и поранил правую сторону лица Саб-Зиро. Однако Саб-Зиро быстро перехватил кинжал и ранил Кано, вынужденного вследствие этого отступить, а Саб-Зиро, прихватив с собой кинжал, поспешил убраться прочь, и не возвращаться к Райдэну. Позднее Кано появляется с Эрроном Блэком, нанятым Коталь Каном, и пославшим Джарека и Тасию найти и схватить Джонни Кейджа и Соню, вместе с Кэсси и Джеки, дочерью Джакса. Как только они схватили Кэсси и Джеки, Кано со своими сообщниками из «Чёрного Дракона», а также Эррон Блэк попадают в засаду «Красного Дракона», возглавляемого Мавадо. Кано, который получил ранение в битве, решил отступить с одним из своих людей, причём он бросил там Эррона Блэка, учитывая обстоятельство, что тот был слишком осторожен с пленницами и сохранил жизни Кэсси и Джеки. Вслед за приквелом комиксов, он проникает в храм Шаолинь, чтобы заполучить амулет, внутри которого заточён Шиннок, причём Кано сначала подменяет его подделкой, а затем продаёт амулет Милине и помогает ей в гражданской войне против Коталь Кана. В то время как одна из армий Милины устраивала засаду для Коталь Кана, Кано выдавал себя за торговца его оружием. Несмотря на то, что тактика засады себя оправдала, её армия всё ещё уступала мощи Коталь Кана, и была вынуждена отступить, поэтому Кано вернулся в Земное Царство. Позднее он был замечен в лагере беженцев, куда ему удалось проникнуть под видом женщины, которую он убил, перерезав ей горло, вследствие чего он был пойман Кэнси и Соней. Благодаря тому, что Ли Мэй было известно о его деятельности во Внешнем Мире, Кано — наконец-то, взяли под стражу.

### В других играх
Кано был среди одиннадцати персонажей, представляющих франшизу в кроссовере 2008 года Mortal Kombat vs. DC Universe. Его официальный конкурент — Джокер, однако он не играбелен в режиме истории. Как пасхальное яйцо он также появляется в iOS-игре Batman: Arkham City Lockdown, где сражается с Бэтменом на одном из уровней. В инди-игре Punch Club был замечен боец внешне очень похожий на Кано из Mortal Kombat 3, который тем не менее почему-то именовался как «Джакс».

#### Дизайн
Изначально на нём был большой шлем с двумя красными глазами, однако затем концепция изменилась в пользу небольшого металлического фрагмента над правым глазом Кано. В его биографической карте в игре Mortal Kombat: Deception, создатель серии Эд Бун описал, как был создан бионический глаз Кано в первой игре — сначала из куска пластика вырезали маску и покрасили серебряным цветом, а затем театральным клеем прикрепили её к лицу актёра Ричарда Дивицио, инфракрасный глаз был добавлен уже в цифровом виде. В первой игре на нём была простая серая туника, цвет которой изменился с выходом третьей части на красный и чёрный; Дивицио в интервью 1995 года с Electronic Gaming Monthly сказал: «Я подумал: „Хорошо бы избавиться от этого белого костюма для каратэ!“» и отметил, что его поза на экране версуса в игре выражает «недовольную рожу Кано». В журнале VideoGames за апрель 1994 года опубликована статья, посвящённая актёрам из Mortal Kombat, где Дивицио признался, что не смог выполнить ни одного добивания своего персонажа и пошутил, что любимая еда Кано — гамбургеры из «White Castle».
Его костюм из первой части стал альтернативным дизайном для Кано в Deadly Alliance и Armageddon, причём в обеих играх основу для костюма составили чёрный жилет без рубашки и шнурок вокруг его шеи с пучком волос Сони. Неизменным в серии, помимо глаза, также оставался бандольер на его груди с большим излучающим красный свет устройством; никакого назначения в играх у него не было, хотя в Mortal Kombat X его цвет изменяется в соответствии с выбранной вариацией геймплея для Кано. Винсент Прос (англ. Vincent Proce), бывший художник Midway Games, изменил концепцию Кано в предполагаемой перезагрузке серии, получившей название Mortal Kombat 8, и «существенно переделал» его из преступника «Чёрного Дракона» в «полуяпонца, полуамериканца воинствующего [типа] задиру», вместе с более детальной лицевой панелью и простыми белыми кэйкоги с красным поясом, тогда как ноги у него были босыми, обмотанными лентой до лодыжек. Однако разработка была прекращена, и Кано, остававшийся лояльным «Чёрному Дракону», впоследствии появился в кроссовере Mortal Kombat vs. DC Universe.
Начиная с первой игры и вплоть до Armageddon, включая медиа-источники франшизы (за исключением фильма «Смертельная битва» 1995 года), на его голове были залысины либо он был полностью лысым (поскольку сам Дивицио был лысым во время создания первой игры и побрил голову перед съёмками третьей части), а на лице присутствовала лёгкая небритость. Тем не менее, в MK vs. DC Universe и перезагрузке 2011 года, у него была полная голова волос и борода, а косметическим дополнением в перезагрузке стали две большие татуировки с чёрным драконом, которые начинались на груди и обвивались вокруг рук, тогда как костюмы в обеих играх были позаимствованы из двухмерной серии. Благодаря Тревору Годдарду, сыгравшему Кано в первом фильме, происхождение персонажа изменилось с американо-японского на австралийское, начиная с мультфильма, в котором он говорил с австралийским акцентом, а редизайн его внешнего вида продолжился затем как визуальная дань актёру.

#### Игровой процесс
Свернувшийся клубочком Кано, запускал себя в оппонента в оригинальной игре Mortal Kombat, и был одним из двух персонажей (другой — Скорпион), использующим метательное оружие в бою. Sega Visions назвала «эффективным оружием на расстоянии и с лёгкостью бросаемым» его «Knife Throw». Кано также обладал одним из самых впечатляющих добиваний в игре, в результате которого он пробивал рукой грудную клетку противника, вытаскивая оттуда ещё бьющееся сердце. Бун утверждал, что «Spine Rip» у Саб-Зиро в той же игре был гораздо зрелищней, поскольку после завершающего действия Кано не оставалось и «следа на теле соперника». Кано был вырезан из версии Mortal Kombat, разработанной для Game Gear из-за ограничений памяти, в то время как снимок, на котором он запечатлён с автоматическим оружием в финале игры был удалён из версии для Genesis.
Кано не играбелен в Mortal Kombat II; к тому же согласно Джону Тобиасу, соавтору Эда Буна, также создававшему серию, в первой игре «Кано и Соня были, пожалуй, наименее выбираемыми. Мы [Midway] всё же пожелали включить их в сюжетную линию, так что мы их пленили». Более того, он и Соня были играбельными в Mortal Kombat 3, к тому же спецприёмы из первой игры у них остались прежними, хотя появился также и новый «Choke», когда Кано поднимает и резко встряхивает своего оппонента. Его добивания были гораздо менее зрелищными, чем в первой игре, поскольку он либо взрывал противника лазерным лучом из своего имплантата, либо засовывал руку ему в глотку, чтобы достать оттуда целиком весь скелет. В игре также появился скрытый неиграбельный персонаж Нуб Сайбот, который представлял собой силуэт спрайта Кано, прежде чем был заменён на традиционную модель, созданную посредством взаимозаменяемой палитры ниндзя в Ultimate Mortal Kombat 3, и позднее в Mortal Kombat Trilogy 1996 года, где присутствовала разновидность Кано как оригинального персонажа из первой части, так и соответствующего текущей версии.
Кано оказался единственным из семи оригинальных персонажей, который отсутствует в четвёртой части, причём вместо него в игре дебютировал новый персонаж по имени Джарек. У него была роль последнего уцелевшего члена банды «Чёрный Дракон» после гибели Кано, вследствие чего Джарека преследовали Соня и Джакс за «преступления против человечества». Джарек скопировал у Кано все спецприёмы, а также добивания «Heart Rip» и «Eye Laser», причём без какого-либо кибернетического усовершенствования. Однако он был не так положительно воспринят как его предшественник, и больше не появлялся в серии, за исключением Armageddon.
Он использует глазной лазер в качестве спецприёма в Deadly Alliance, также как и свой нож, называемый «Ear to Ear». Это является отсылкой к эпизоду в фильме 1995 года, в котором Кано рассказывает Соне, что он использовал свой нож, чтобы перерезать горло её напарника «от уха до уха». Как ни странно, одним из его боевых стилей в игре является айкидо, оборонительное боевое искусство, которое практически исключает возможность нанесения травмы атакующему. Он не был включён в Mortal Kombat: Deception, в котором Кабал стал новым лидером «Чёрного Дракона» после реорганизации банды с новыми персонажами Коброй и Кирой, имеющих враждебные отношения с соперничающей фракцией «Красный Дракон», однако впоследствии Кано появился в Armageddon.
Согласно официальному руководству Prima Games для перезагрузки 2011 года, Кано «„уклоняется и вы, вероятно, скоординируетесь“, что может раздражать, если играть против него, но поскольку вы являетесь приверженцем Кано ещё со времён Ultimate Mortal Kombat 3, то обнаружите, что Кано полностью соответствует вашему вкусу». Также было установлено, что он находится в невыгодном положении в стычках с другими персонажами.

### В адаптациях
В сериях комиксов Mortal Kombat от Malibu Comics, Кано появляется с другими персонажами из первой игры, за исключением Рептилии, в минисерии 1994 года «Blood & Thunder», причём сюжет первого выпуска был позаимствован из комиксов MK, автором которых был Джон Тобиас, подробно описывающий как Кано удалось ускользнуть от Сони и спецназа, а затем столкнуться с Джонни Кейджем на борту корабля Шан Цзуна, прежде чем Кейдж свалит его с ног. Во втором выпуске на турнире во время поединка Кано убивает Лэнса, оснащённого кибернетической рукой, напарника Сони, который сопровождал её на остров. Позднее он врывается в покои Шан Цзуна, чтобы выкрасть у колдуна мифический том «Дао дэ Чжан» (англ. The Tao Te Zhan), причём Кано удаётся скрыться ненадолго прежде, чем его поймал Горо и посадил в темницу вместе с остальными персонажами серии. В следующем выпуске их всех избил Горо, однако Райдэн пришёл им на помощь и вызволил из темницы, вследствие вызванного ветра они были перенесены во Внешний Мир и оказались разбросанными в его окрестностях, в результате, к Кано присоединяется Лю Кан, причём конфликтовать они начинают с самого начала. К тому времени книга всё ещё была у Кано, когда Скорпион отобрал её; обеспокоенный Кано рассчитывал вернуть книгу себе, поэтому строил козни. Как выяснилось, Кано заранее договорился с мутантами, поэтому те дрались не в полную силу, чтобы они отвлекли Лю Кана, которому Кано вонзил нож в спину и оставил умирать в канаве. В шестом номере ему удалось справиться с Саб-Зиро, у которого к тому времени оказалась книга, однако Соня затем избивает Кано. Сюжетная линия заканчивается победой земных воинов над представителями Внешнего Мира, взятыми под стражу Соней и Джаксом, однако Кано сбегает, как описывалось в мини-рассказе под названием «Breakout», который включён в первый выпуск минисерии 1995 года «U.S. Special Forces», состоящей из двух частей, причём в дальнейшем Кано вообще не рассматривается, зато вместо него появляется главный злодей по имени Роджэк. В том же году Кано появился в минисерии из трёх частей под названием «Rayden and Kano», в котором Райдэн передал ему магический меч, называемый «Ebbonrule», в надежде, что Кано убьёт им Шао Кана во имя искупления, однако происходит обратное, так как вместо этого Кано отдаёт этот меч Кану в обмен на божественную силу.
Кано фигурирует в неканоническом романе Джеффа Ровина «Смертельная битва» 1995 года, в котором описывались события, предшествовавшие первой игре. Он и несколько членов «Чёрного Дракона» (в книге исключительно оригинальные персонажи) были наняты Шан Цзуном, чтобы найти мистический амулет, спрятанный где-то в Китае. Впоследствии они наткнулись на отдалённую деревню, в которой проживает Кун Лао, и Кано вынуждает того сопровождать их дальше в пути; даже не подозревая о том, что один из «Чёрных Драконов» — Соня, работающая под прикрытием, поскольку она лично была заинтересована в его задержании после того, как Кано убил её жениха несколькими годами ранее. Однако дальнейшие поиски прервали Шан Цзун, Горо и Райдэн, которые и перебили основную когорту «Чёрного Дракона»; причём Шан Цзун сливает воедино Кано с Кун Лао посредствам колдовства и посылает их единую сущность искать амулет. Как только он и Кун Лао вернулись в привычное состояние, Кано доставляет амулет во дворец Шан Цзуна, однако на него нападает Горо после физического контакта с Шан Цзуном. В заключении между Кано и Соней произошла потасовка, однако он сбегает после того, как она на мгновение отвлеклась.
В фильме 1995 года «Смертельная битва», где его роль сыграл Тревор Годдард, подробно рассматривается противоборство Кано с Соней из игровой серии, поскольку она преследовала Кано в отместку за убитого (неназванного) напарника; в свою очередь, Соню заманил на турнир Кано, нанятый Шан Цзуном, пообещавшим вознаградить его старания, в том случае, если победит Соню, поэтому потребовал, чтобы она «не пострадала, а была только унижена». Таким образом, следуя за Кано, Соня и попала на корабль, где позднее её заметил Джонни Кейдж, тогда как Соня и Лю Кан беседовали с Шан Цзуном. Во время турнира на острове Соня победила Кано, и, наблюдавший за поединком Шан Цзун, потребовал, чтобы Соня прикончила его; она подчинилась и сломала шею Кано. В новеллизации фильма Кано описывался как одетый в деловой костюм во время обеденной сцены, помимо всего прочего, также сценарий содержал подробную сцену неудачной совместной операции по задержанию членов «Чёрного Дракона» спецназом и международной целевой группой, которая завершилась убийством Кано лейтенанта опергруппы, назначенного вместо погибшего ранее напарника Сони. Кано измывался над Соней, изображая мнимую жалость, когда дрался с ней, поскольку изначально она отказывалась потакать Шан Цзуну, заявив, что никто ей не «владеет», однако в конце была схвачена и закована в цепи. Его дизайн из видеоигры был отброшен в пользу простого коричневого жилета, надетого на голый торс, и пары полосатых брюк, металлического чокера и военных ботинок. Сопроводительный справочник, опубликованный Prima Lifestyles до выхода фильма, содержал описание его персонального профиля: «Здоровый австралиец, талантливый во всех видах боевых искусств, особенно умело обращается с ножом. Он, кажется, наслаждается своей игрой кошки-мышки с Соней, которая началась после того, как он убил её напарника».
Кано был главным героем театрализованного шоу «Mortal Kombat: Live Tour», в котором его изображали мастера боевых искусств Джозеф «Эдди» Акаведо и Марк Чемелески. Озвученный Майклом Дес Барресом персонаж, дважды появлялся в мультсериале «Смертельная битва: Защитники Земли». Согласно сюжету шестого эпизода «Familiar Red» (в российском прокате «Нападение „Чёрных Драконов“»), Кано, действующий по поручению Шао Кана, одурачивает земных воинов, повсюду создавая ложные порталы. Джакс в том же эпизоде рассказывает о том, что именно Кано ранее убил напарника Сони, и едва не прикончил её тогда. Кано в эпизоде «Amends» («Невидимый союзник»), одиннадцатым по счёту, впервые сталкивается с Кабалом, дезертировавшим из банды «Чёрный Дракон» и перешедшим на сторону Добра. Кано вместе со своими сообщниками, вознамерился запустить подземный генератор, чтобы открыть портал для армии Зла. Однако, заручившиеся поддержкой Кабала, защитники Земли уничтожили портал и спутали планы Кано, которому, тем не менее, удалось сбежать.
Британский актёр и мастер боевых искусств Дэррен Шахливи изображал Кано в трёх эпизодах первого сезона веб-сериала режиссёра Кевина Танчароена «Смертельная битва: Наследие» 2011 года. Согласно сюжету, Кано со своей бандой «Чёрный Дракон» переправляют украденную робототехнику в тайное место, называемое «Cyber Initiative». Преступники взяли в заложники Соню, которую поймали, как только она проникла на склад, где они проводили свои незаконные операции, и планировали убить её, когда команда SWAT во главе с Джаксом и Страйкером совершила рейд на объект. Кано был жестоко травмирован в результате штурма, оттого что Джакс выбил ему правый глаз. Однако благодаря своим приспешникам Кано, которому хирургическим путём был установлен кибернетический глаз, полностью восстановился. Его последнее появление произошло в девятом эпизоде, предшествовавшим вышеупомянутым событиям, и разоблачающим получателя робототехники от «Чёрного Дракона», находящегося в штабе Лин Куэй (англ. Lin Kuei).

#### Продвижение и мерчандайзинг
Наряду с оригинальными персонажами серии, Кано отметился личной звуковой дорожкой в альбоме бельгийской группы The Immortals Mortal Kombat: The Album 1994 года. Композиция под названием «Use Your Might» содержит женские вокальные партии, воспевающие персонажа от первого лица как «самого сильного из всех» участников «Смертельной битвы».
Компания Hasbro выпустила четырёхдюймовую фигурку Кано в 1994 году, укомплектованную средством передвижения типа «Kombat Cycle». Jazwares в 2006 году выпустила игрушечного Кано как часть своей линейки Shaolin Monks, причём костюм был позаимствован из Deadly Alliance. Кроме того, в 2012 году к 20-летнему юбилею серии Mortal Kombat была изготовлена шестидюймовая фигурка персонажа. Кано был одним из двадцати персонажей Mortal Kombat, представленных на коллекционных магнитах размером 2,5" x 3,5", выпускаемых Ata-Boy Wholesale в 2011 году. Ножевым мастером Гилом Хиббеном была воссоздана точная официально лицензированная копия «Раптор», которым пользовался Кано в первом фильме.

## Приём
Согласно UGO, Кано, который в 2011 году обошёл Робокопа и Седьмую из Девяти, стал 7-м среди лучших киборгов всех времён, а уже в следующем году оказался 24-м из 50-и лучших персонажей серии в списке того же сайта. Den of Geek в 2015 году рассматривал его как «особый вид отбросов» среди всех персонажей серии Mortal Kombat: «Он готов продать человечество ради власти, выживания и, пожалуй, ради смеха». Джош Виртанен из Cheat Code Central упомянул Кано 5-м в числе 10-и значимых для себя смертоносных комбатантов, причём называл персонажа «потным парнем без рубашки, с которым практически никто не играл». Дэвид Салдана из 1UP.com восхищался реконструированным персонажем, «затмившим собой основную линию в фильме до такой степени, что команда MK отменила всё, что касается Кано, чтобы соответствовать такому образу». Крис Буффа из Modojo без объяснения причин включил Кано в «худший список» из 9-и персонажей Mortal Kombat 3 для Game Boy. В соответствии с проведённым в 2013 году онлайн-опросом, Dorkly указал Кано 27-м среди величайших персонажей серии за всё время.

### Завершающие движения
Добивания, выполняемые Кано в исходе поединка, рассматривались разными источниками как среди лучших, так и худших в серии. UGO среди 11-и основных добиваний Mortal Kombat, 2-м рассматривал его «Heart Rip» из оригинальной игры как «предвосхитивший зарождение приверженцев анти-игрового насилия», причём «вырывающий бьющееся сердце оппонента» Кано даже удостоился сравнения с Молой Рамом. Prima Games в 2014 году представил 50 лучших добиваний серии за всё время, причём в списке 10-и лучших из них Кано оказался на 2-м месте. В 2008 году Кано отметился в рейтинге GamePro из 12-и никудышных добиваний, причём занял 1-е место в подвергнутой цензуре версии оригинальной игры, выпущенной для SNES, поскольку так «ничего» и не вытащил из своего оппонента. ScrewAttack за его «Skeleton Removal» в Mortal Kombat 3 отдал Кано 6-е место в подборке из 10-и лучших добиваний серии, а Дэн Райкерт из Game Informer даже пошутил: «Я не врач, но почти уверен, что вы не сможете вытащить изо рта весь скелет».
Патрик Шоу и Дейв Рудден из GamePro называли выполняемое Кано добивание «Stomach Pounce» в игре Mortal Kombat vs. DC Universe, попыткой разработчиков сделать фильм ужасов, который не рекомендуется к просмотру детям младше 13 лет, и посетовали, что «абсолютно никаких усилий не было приложено к его созданию». Game Informer в 2010 году посчитал худшим его «Knee Stomp» из той же самой игры, а обозреватель Дэн Райкерт заявил следующее: «Мы все знали, что Mortal Kombat vs. DC Universe будет хуже». Кано со своим добиванием «Stomp» возглавил рейтинг Game Rant из 10-и наихудших в серии Mortal Kombat, причём Си Джей Смайли недоумевал тогда: «Ну, с каких это пор Кано известен тем, что топчет людей подобно Марио?» Согласно рейтингу ScrewAttack, все представленные в Mortal Kombat vs. DC Universe добивания, включая «Stomach Pounce» Кано, оказались самыми наихудшими в серии. Кано со своим завершающим действием в Mortal Kombat vs. DC Universe занял 3-е место в рейтинге WhatCulture 2015 года из 10-и худших добиваний в истории серии. К тому же, по мнению Адама Блэмпида, хотя персонаж «как и раньше, физически, уничтожает своих оппонентов, однако позорит то, что называется „Fatality“».
We Got This Covered назвал одним из лучших добивание «Head Transplant», выполняемое Кано в перезапускающей основную серию игре Mortal Kombat 2011 года. Тони Сёрл из WhatCulture указал такой способ завершения поединка 18-м из 20-и ужасающе тошнотворных добиваний по своей зрелищности, и добавил: «Кано не скромничает, когда дело доходит до унижения соперника».